# Carr Waller Pritchett, Sr.
Carr Waller Pritchett, Sr. (Comté de Henry (Virginie), 4 septembre 1823-Independence (Missouri), 19 mars 1910) est un astronome et éducateur américain.

## Biographie
Fils ainé d'une famille de dix enfants qui s'installe en 1835 à Saint Charles (Missouri), il étudie au Collège Saint-Charles et commence à enseigner en 1844. En 1858, il devient professeur d'astronomie et de mathématiques à Harvard mais, n'étant pas sympathisant des Confédérés, doit quitter son poste en 1864. Il travaille alors à la Commission sanitaire des États-Unis à Washington D.C.. Après l’assassinat d'Abraham Lincoln en 1865, il escorte son corps de la Maison-Blanche au Capitole.
Il est célèbre pour avoir été le premier Président du Pritchett College (1866-1873) à Glasgow (Missouri) et le fondateur, avec Bernice Morrison, et premier directeur du Morrison Observatory.
Il est le père de Henry Smith Pritchett.